# پارک میونگ هون
پارک میونگ هون (کره‌ای: 박명훈؛ زادهٔ ۲۸ مه ۱۹۷۵)، بازیگر اهل کره جنوبی است. او اولین بازیگری خود را به عنوان بازیگر تئاتر در نمایش سال ۱۹۹۹ به نام کلاس انجام داد. او بیشتر به خاطر نقش گون‌سه در فیلم برندهٔ جایزهٔ اسکار، انگل، در سطح بین‌المللی شناخته می‌شود.

## فیلم‌شناسی

### فیلم
| سال  | عنوان             | نقش                      |
| ---- | ----------------- | ------------------------ |
| ۲۰۱۵ | زنده              | میونگ هون                |
| ۲۰۱۶ | استیل فلاور       | صاحب رستوران غذای دریایی |
| ۲۰۱۷ | گل خاکستر         | میونگ هو                 |
| ۲۰۱۹ | انگل              | اوه گون‌سه                |
| ۲۰۲۰ | مارا از شر دور کن | شیمدا                    |
| ۲۰۲۱ | صدا               | مدیر کل چون              |
| ۲۰۲۱ | Sana-Hee Pure     | وون-بو                   |
| ۲۰۲۲ | اصل و نسب پلیس    | چا دونگ چول              |
| ۲۰۲۲ | جغد شب            | مان شیک                  |
| ن/م  | بی‌کوانگ           | وانگ بیون                |

### مجموعه تلویزیونی
| سال       | عنوان                                 | نقش          | شبکه    |
| --------- | ------------------------------------- | ------------ | ------- |
| ۲۰۱۹–۲۰۲۰ | سقوط بر روی تو                        | گو میونگ سوک | تی‌وی‌ان  |
| ۲۰۲۲      | خانه کاغذی: کره – منطقه اقتصادی مشترک | جو یونگ مین  | نتفلیکس |

## جوایز و نامزدی‌ها
| سال  | مراسم جوایز                             | دسته                                          | اثر نامزد شده | نتیجه    |
| ---- | --------------------------------------- | --------------------------------------------- | ------------- | -------- |
| ۲۰۱۷ | پنجمین جوایز فیلم گل وحشی               | بهترین بازیگر نقش مکمل مرد                    | گل خاکستر     | نامزدشده |
| ۲۰۱۹ | بیست و چهارمین جوایز هنری فیلم چونسا    | بهترین بازیگر نقش مکمل مرد                    | انگل          | نامزدشده |
| ۲۰۱۹ | بیست و هشتمین جوایز فیلم بوایل          | بهترین بازیگر نقش مکمل مرد                    | انگل          | برنده    |
| ۲۰۱۹ | چهلمین جوایز فیلم اژدهای آبی            | بهترین بازیگر نقش مکمل مرد                    | انگل          | نامزدشده |
| ۲۰۲۰ | بیست و پنجمین جوایز برگزیدهٔ منتقدان     | بهترین گروه بازیگری                           | انگل          | نامزدشده |
| ۲۰۲۰ | جوایز گلد دربی ۲۰۲۰                     | بهترین گروه                                   | انگل          | برنده    |
| ۲۰۲۰ | بیست و ششمین جوایز انجمن بازیگران سینما | عملکرد برجسته توسط یک گروه در یک فیلم سینمایی | انگل          | برنده    |
| ۲۰۲۰ | پنجاه و ششمین دوره جوایز هنری بکسانگ    | بهترین بازیگر تازه‌کار مرد                     | انگل          | برنده    |
| ۲۰۲۰ | پنجاه و ششمین دوره جوایز هنری بکسانگ    | بهترین بازیگر نقش مکمل مرد                    | انگل          | نامزدشده |